# Clapham (Bedfordshire)
Clapham – wieś w Anglii, w hrabstwie ceremonialnym Bedfordshire, w dystrykcie (unitary authority) Bedford. Leży 5 km na północny zachód od centrum miasta Bedford i 78 km na północ od centrum Londynu. W 2001 miejscowość liczyła 3 643 mieszkańców.